# لورانس ويلكيرسون
لورانس ويلكيرسون (بالإنجليزية: Lawrence Wilkerson)‏ هو عسكري أمريكي، ولد في 15 يونيو 1945 في جافني في الولايات المتحدة.

## وصلات خارجية
- لورانس ويلكيرسون على موقع إن إن دي بي (الإنجليزية)